# Uncensored Library
L'Uncensored Library è una biblioteca digitale disponibile pubblicamente all'interno di una mappa server di Minecraft, pubblicata da Reporter senza frontiere e creata da un team di 24 persone provenienti da 16 paesi e aziende diverse, BlockWorks, DDB Berlin, e MediaMonks. L'idea nasce come tentativo di aggirare la censura imposta da alcuni paesi senza o con una limitata libertà di stampa, come Messico, Russia, Vietnam, Arabia Saudita ed Egitto. La libreria è stata pubblicata il 12 marzo 2020, in occasione della Giornata mondiale contro la censura informatica. Attualmente, i due modi per accedere alla libreria sono scaricare una mappa dal sito web ufficiale o connettersi al proprio server Minecraft.

## La biblioteca
La biblioteca è un progetto su larga scala costruito utilizzando uno stile architettonico neoclassico. La struttura ha lo scopo di assomigliare ad altri edifici con istituzioni consolidate, come la New York Public Library, oltre ad alludere stilisticamente alle strutture autoritarie che il progetto mira a sovvertire. La libreria utilizza oltre 12,5 milioni di blocchi Minecraft.
La struttura dispone di cinque aree individuali, ognuna delle quali rappresenta un paese, dedicate ad un giornalista censurato. Le aree contengono diversi articoli vietati disponibili in inglese e nella lingua originale in cui sono stati scritti. I giornalisti a cui sono dedicate le aree sono Jamal Khashoggi per l’Arabia Saudita, Yulia Berezovskaia per la Russia, Nguyen Van Dai per il Vietnam e Javier Valdez per il Messico, mentre per l'Egitto è stato scelto Mada Masr, un giornale online.
I testi all'interno della biblioteca non possono essere modificati o cancellati dai giocatori e sono scritti nel libro componibile che il gioco mette a disposizione, conosciuto come "libro e penna", che possono essere aperti e posizionati su supporti per essere poi letti da più giocatori contemporaneamente. Questi articoli generalmente discutono di censura, punizioni ingiuste e altre critiche ai Governi. L'architettura interna della stanza di ogni paese simboleggia la sua situazione politica e le sfide giornalistiche. Inoltre, la biblioteca contiene una stanza con l'indice della libertà di stampa e lo stato attuale della libertà di stampa di ogni paese coperto dall'indice. La sezione dedicata al Messico contiene un memoriale per i giornalisti che sono stati uccisi a causa dei loro articoli. Nel marzo 2020, la biblioteca conteneva oltre 200 libri diversi, scaricabili anche offline così da dare l'accesso a tutti coloro che non hanno internet.
Con la pandemia di COVID-19 è stata aperta una nuova aula dedicata all'impatto della pandemia di COVID-19 sul giornalismo, contenente libri su 10 paesi (Brasile, Cina, Egitto, Ungheria, Iran, Myanmar, Corea del Nord, Russia, Tailandia e Turkmenistan) per mostrare come il virus abbia colpito i rispettivi paesi.